# Shorts (película de 2009)
Shorts (también conocido como Shorts: La Piedra Mágica) es una película estadounidense de comedia y aventuras escrita y dirigida por Robert Rodriguez.

## Trama
La historia es contada bajo una serie de acontecimientos presentados en orden no cronológico, por un niño llamado Toby Thompson (Jimmy Bennett), cuyos padres trabajan es la empresa de Mr. Black. Junto con sus amigos, Toby vivirá una de las mayores y más alocadas aventuras y aprenderá que hay que tener mucho cuidado con lo que se desea.

## Elenco
- Jon Cryer como Mr. Bill Thompson.
- Jimmy Bennett como Toby "Toe" Thompson.
- Leslie Mann como Mrs. Jane Thompson.
- Kat Dennings como Stacey Thompson.
- William H. Macy como Dr. Noseworthy
- Jolie Vanier como Helvetica Black.
- Devon Gearhart como Colbert "Cole" Black.
- James Spader como Mr. Carbon Black.
- Trevor Gagnon como Loogie Short.
- Rebel Rodriguez como Lug Short.
- Leo Howard como Laser Short.
- Jerry Rodriguez como Los hermanos Short, simplemente referida como "La bèbe". Su voz la representa Nancy Cartwright.
- Jake Short como "Nose" Noseworthy.
- Racer Rodriguez como Bully #1.
- Rocket Rodriguez como Bully #2.
- Alejandro Rose-Garcia como John.
- CaMell Westmoreland como Blinker #1.
- Zoe Webb como Blinker #2.